# Loïc Pochet
Loïc Pochet, né le 19 juin 1963 à Bourgoin-Jallieu, est un navigateur à la voile français, course à la voile en solitaire, pilote et instructeur. Skipper ayant participé à plusieurs courses au large, il se lance ensuite, après 2002, dans la conception d'un ULM hydravion, et effectue plusieurs vols au dessus de mer et d'océans. Puis poursuit dans la conception et fabrication d'un hydravion de 4 places.

## Biographie
Né en 1963, Loïc Pochet se passionne pour la navigation. Il s'engage à dix-sept ans dans la marine nationale, et y reste jusqu'en 1988. Il apprend ensuite à naviguer sur des voiliers. Il est notamment l'élève d'Olivier de Kersauson, le mousse de Florence Arthaud, l'équipier de Philippe Jeantot, puis de Michel Malinovsky, d'Yves Parlier, etc.. Il multiplie les traversées de l'Atlantique. En 1995, il a un grave accident de voiture qui l'immobilise pendant 3 ans, puis il reprend une activité de skipper. En 2001, naviguant avec Patrick Tabarly lors de la Transat en double Jacques-Vabre, ils sont contraints à l'abandon. En 2002, alors qu'il navigue dans les premiers d'une course en solitaire qui le passionne, la route du Rhum, son monocoque de 60 pieds, baptisé La Rage de Vivre, percute un cargo et il est à nouveau contraint de renoncer,
Depuis 2006 et à la suite de formations de pilote instructeur aéronautique spécialisé dans le monde de l'hydravion, il part sur la route de l'aéropostale sur les traces des pionniers avec un appareil issu d'un modèle de série. Il anime ensuite un projet de création d'un nouvel hydravion ULM de haute technologie prénommé Calamalo. Aux commandes de son hydravion ULM, il part sur de grands raids à travers l’Afrique. Autre défi réalisé, la traversée de l’Atlantique Nord sans escale à bord de son hydravion ULM. Il s’aperçoit que les techniques issues de l’aérospatiale, utilisées notamment dans les courses transocéaniques à la voile, sont peu ou pas appliquées dans le monde de l’ULM hydravion.
Il veut refaire le fameux vol de Jean Mermoz et d'Antoine de Saint-Exupéry sur cet ULM, et réaliser la traversée de l’Atlantique Sud sans escale et la traversée de la Cordillère des Andes. Pour s'y préparer, entre 2007 et 2009, Loïc Pochet traverse la Méditerranée et, deux fois, l’Atlantique Nord. La deuxième fois, son aéronef s’écrase au Groenland. Après quoi, il se lance dans la fabrication d'un hydravion de 4 places d’un nouveau type, qu'il nomme le Morgann, et crée une usine dans l’Hérault pour le fabriquer, tout en mettant au point un Calamalo2.
Depuis le lancement de sa société Calamalo, Loïc Pochet s'est vu attribuer un prix de la part de BFM Business ainsi que par RMC PME[source insuffisante]. Il participe également a des événements comme l’événement organisé par la fondation Latécoère à Biscarosse.

## Palmarès
- 7e de la Route du Rhum (1998) en monocoque[12].
- 13e de la Transat AG2R (1992).
- Recordman de la Transmanche (juin 1990)[13].
- Vainqueur du Tour des Iles Britanniques (1989)[14].
- 2e de la Transat Lorient St-Pierre-et-Miquelon Lorient (mai 1987)[15].
- Vainqueur de la Course de l'EDHEC avec Esigelec MACIF (1986)[réf. nécessaire].
- Vainqueur des 24 heures d'Ugivis.
- Vainqueur du Bol d'Argent, nouveau record de vitesse.
- Vainqueur de la Transat des Alizés.
- Vainqueur du Jet Services Trophy.
- Vainqueur de la Geraglia.